# D24 (hunebed)
Hunebed D24 is een van de vijf hunebedden gelegen bij de plaats Bronneger in de Nederlandse provincie Drenthe.
Het hunebed D24 vormt samen met het nog kleinere D23 en het wat grotere D25 een wat apart en meer in het bos gelegen groepje hunebedden aan de Steenakkersweg, een zandweg naar Bronneger.
De hunebedden D22 en D21 liggen iets meer naar het westen aan de rand van een akker. In de nabijheid van deze hunebedden liggen twee grafheuvels uit de bronstijd.

## Bouw
Het hunebed wordt toegeschreven aan de trechterbekercultuur.
Het hunebed is 6,7 meter lang en 2,4 meter breed. Oorspronkelijk had het acht draagstenen en vier dekstenen.
Van D24 en D23 zijn maar weinig stenen bewaard gebleven, ze zijn nauwelijks te herkennen zijn als hunebed.

## Geschiedenis
Jacobus Craandijk (1834-1912) schrijft in 1879 over de vijf hunebedden ten zuidoosten van Bronneger.
Bij D21 zijn veel archeologische vondsten gedaan door prof. A.E. van Giffen. Van Giffen beschreef D24 als "zeer onvolledig en verkeert in een sterk gehavenden staat". Er waren nog  twee verzakte en afgevallen dekstenen, twee sluitstenen en zes zijstenen. D24 werd in 1925 onderzocht door Van Giffen.
De vijf hunebedden bij Bronneger worden beheerd door Het Drentse Landschap.

## Society of Antiquaries[4]
In Engeland ontstond in de jaren zeventig van de 19e eeuw bezorgdheid over de wijze waarop in Nederland hunebedden werden gerestaureerd. In die kringen was men vooral bezorgd dat met de restauraties het oorspronkelijk beeld van de situatie verloren zou gaan. De directeur van de Society of Antiquaries in Londen verzocht de oudheidkundigen William Collings Lukis en sir Henry Dryden om de staat waarin de hunebedden zich op dat moment bevonden nauwkeurig vast te leggen. Zij bezochten in juli 1878 Drenthe en brachten veertig hunebedden op de Hondsrug in kaart. Ze hebben opmetingen verricht en beschreven de aangetroffen situatie, die zij tevens vastlegden in een serie aquarellen. Hun rapportage aan de Society of Antiquaries verscheen echter niet in druk. Hun materiaal werd bewaard bij de Society of Antiquaries, het Guernsey Museum & Art Gallery en het Drents Museum. Het Ashmolean Museum in Oxford bezit kopieën van hun werk. In 2015 publiceerde de Drentse archeoloog dr. Wijnand van der Sanden alsnog hun werk. Hij voorzag hun materiaal van een uitgebreide inleiding. Ook schetste hij de ontwikkelingen met betrekking tot het archeologisch onderzoek van de hunebedden na hun onderzoek tot 2015. Hij gaf als oordeel dat het werk van Lukis en Dryden van hoge kwaliteit was. In het Drents Museum was in 2015 een tentoonstelling over het werk.
Hunebed D24 is weergegeven op Plan XX en werd door Lukis en Dryden als hunebed IV aangeduid: Er waren nog twee dekstenen aanwezig. Oorspronkelijk moeten er vier dekstenen zijn geweest. Er waren nog vier draagstenen aan de zuidkant en nog één aan de noordkant aanwezig. Ook waren er nog twee sluitstenen aanwezig. Een van de dekstenen lag in de grafkamer. Er was nog een overblijfsel van de dekheuvel te zien. Het hunebed was eigendom van de staat.

## Afbeeldingen

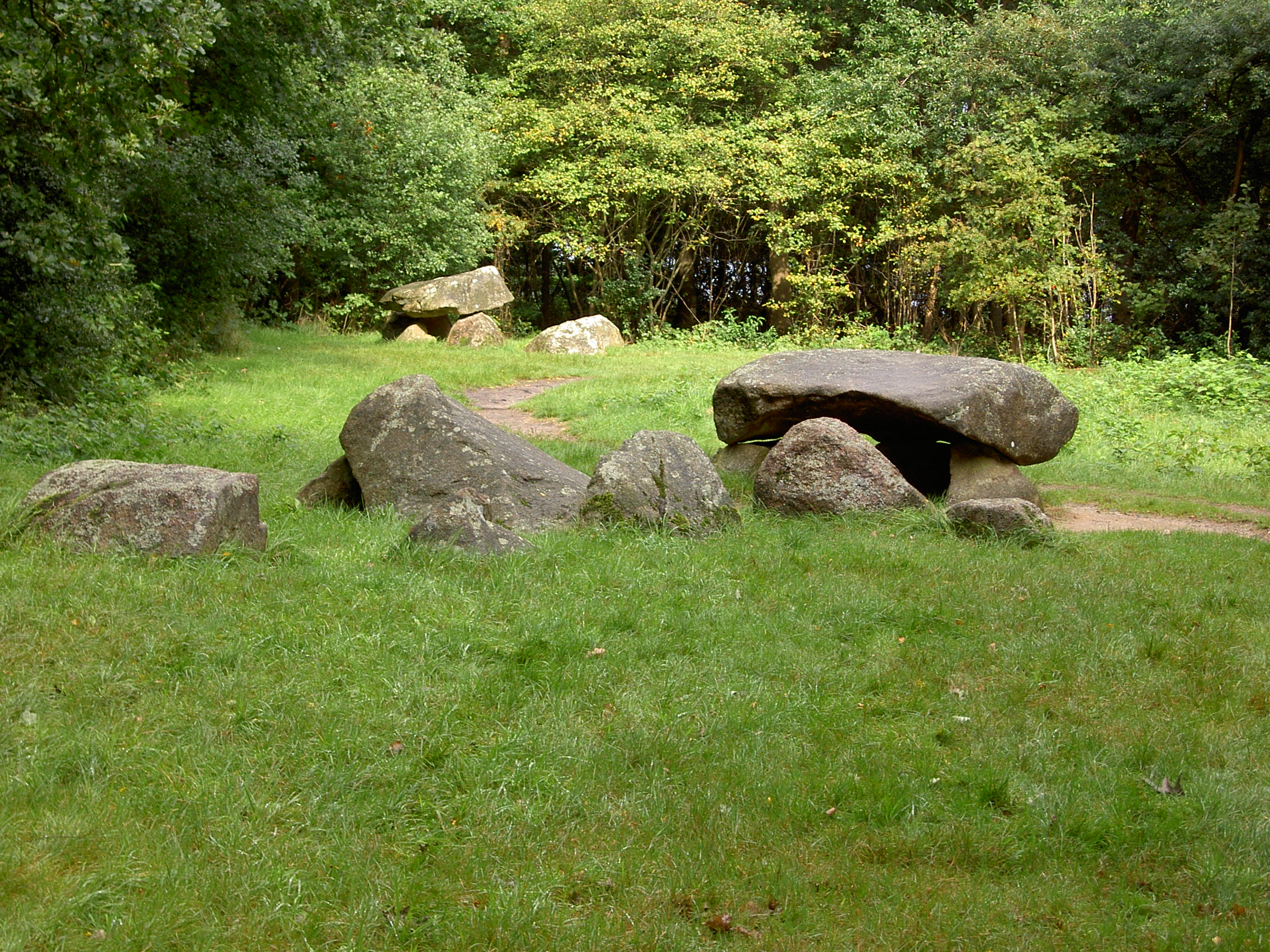
D24 en op de achtergrond D23
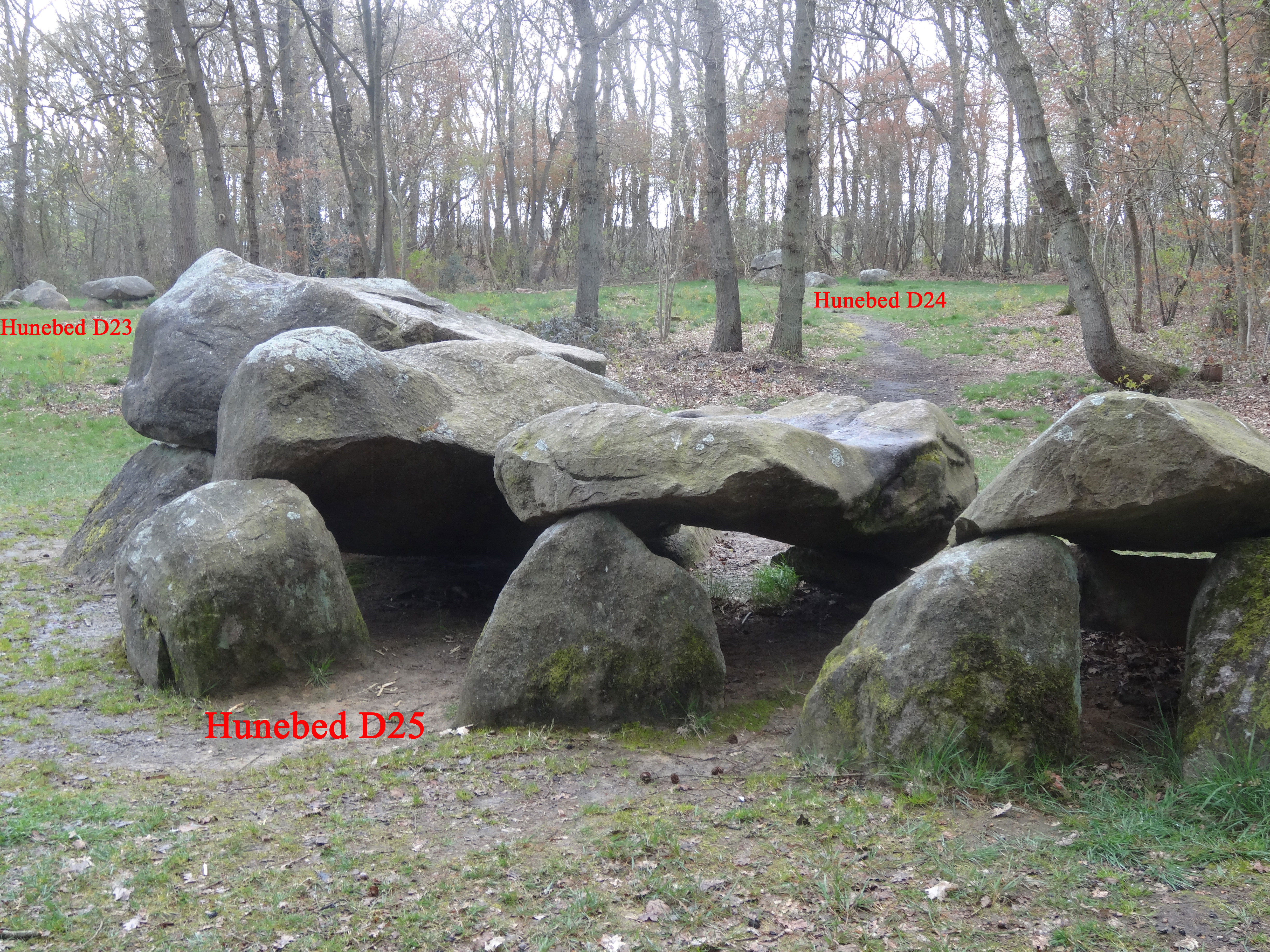
Op de achtergrond D23 en D24, op de voorgrond D25
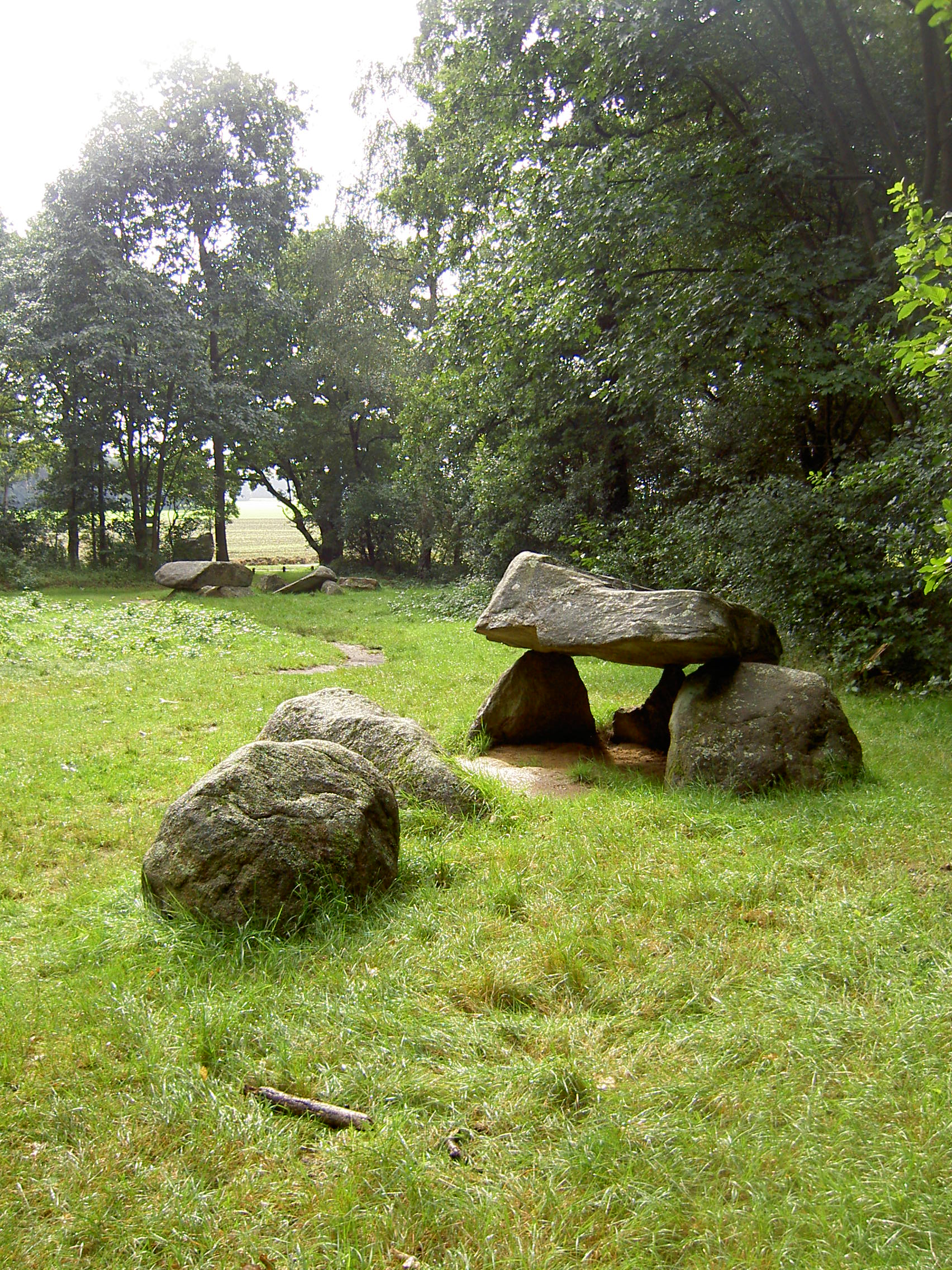
D23 en D24
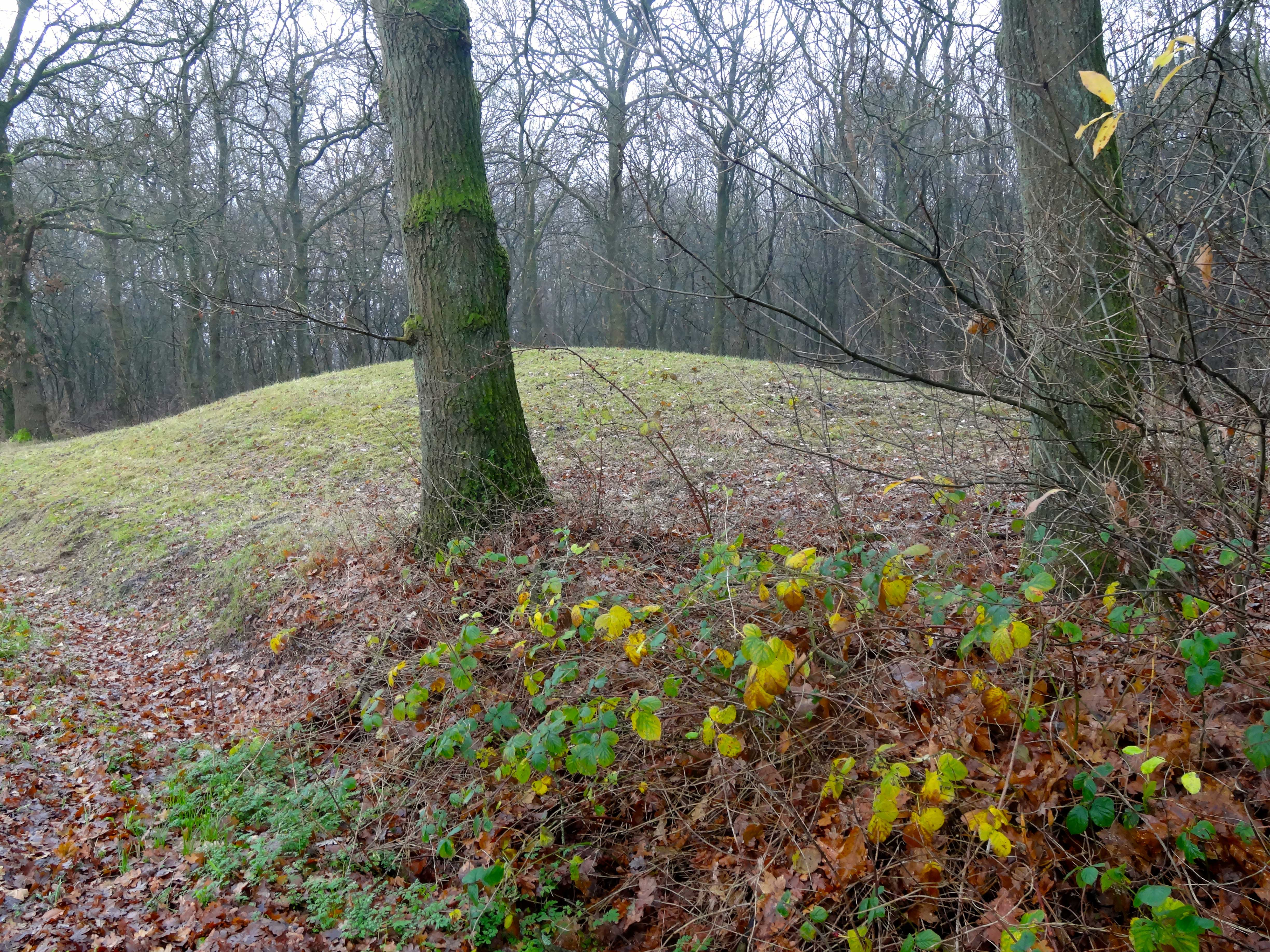
Grafheuvel in de omgeving van de hunebedden